# Morten Kirckhoff
Morten Kirckhoff (født 24. februar 1971) er en dansk eventyrer, foredragsholder, tv- iværksætter og tv-vært på rejsereportageserierne Nul stjerner (2019- ) og Alt Forladt på DR2.

## Karriere
Kirckhoff arbejdede i reklamebranchen fra 1999 og var 2001-2017 partner og kreativ direktør i bureauet Advance, hvor han var en af idémændene bag LEGO Bionicle. Kirckhoff udviklede websitet 10socks.com og vandt en specialpris i Børsens e-handelspris i 2001 samt en guldløve ved markedsføringsfestivalen Cannes Lions.
Senere har han formidlet historier fra rejser gennem bøger og tv-produktioner. I 2013 blev han  medlem i Eventyrernes Klub. På DR2 har han været vært i programmerne Alt Forladt, Jagten på Elefantordenen og UFO Jagten, og fra 2019 sammen med Jan Elhøj i DRs program Nul stjerner.
Han er direktør for Liquidminds TVproduction, der producerer Nul Stjerner og har lanceret rommen Wanderum. Han er gift og har tre børn.

## Filmografi
- 2012: Alt forladt DR2
- 2017: TEDtalk
- 2019-: Nul stjerner - DR2 (8 sæsoner)
- 2022: På UFO jagt med Jan & Morten[6] - DRTV
- 2022 Jagten på Elefantordenen - DRTV